# سیمیون اکینولا
سیمیون اکینولا (انگلیسی: Simeon Akinola؛ زادهٔ ۶ اوت ۱۹۹۲) بازیکن فوتبال اهل اسپانیا است.
از باشگاه‌هایی که در آن بازی کرده‌است می‌توان به باشگاه فوتبال بارنت اشاره کرد.